# Lujia (köpinghuvudort i Kina, Jiangsu Sheng)
Lujia är en köpinghuvudort i Kina. Den ligger i provinsen Jiangsu, i den östra delen av landet, omkring 230 kilometer öster om provinshuvudstaden Nanjing. Antalet invånare är 90 561. Befolkningen består av 41 772 kvinnor och 48 789 män. Barn under 15 år utgör 8,0 %, vuxna 15-64 år 86 %, och äldre över 65 år 5,0 %.
Runt Lujia är det mycket tätbefolkat, med 1 095 invånare per kvadratkilometer. Närmaste större samhälle är Anting, 11,0 km öster om Lujia. Trakten runt Lujia består till största delen av jordbruksmark.
Genomsnittlig årsnederbörd är 1 436 millimeter. Den regnigaste månaden är augusti, med i genomsnitt 208 mm nederbörd, och den torraste är januari, med 53 mm nederbörd.